# 渡瀬茜
渡瀬 茜（わたせ あかね、1987年10月21日 - ）は、日本のグラビアアイドル、レースクイーン、プロレスラー。愛称はあーちゃん。
三重県出身。所属事務所はアップルスター。普通自動車免許、大型自動二輪免許取得、愛車はハーレーダビットソン。

## 略歴
幼少時代劇団ひまわりに在籍した経験があったが、2006年の鈴鹿8時間耐久ロードレースにスポット参加したのを機にレースクイーンを夢見るようになり、その後上京。スタイルコーポレーションに入った2011年から本格的にレースクイーンの仕事を始めた。
2011年ゴルフ専門月刊誌『ゴルフトゥデイ』イメージガールユニット『GTバーディーズ』加入。2017年より選抜ユニット「FAB-B」メンバーに就任。
2014年3月にスタイルコーポレーションを退所しアップルスターに移籍してからはグラビアモデルの仕事もこなし、2015年からはオートバイ情報誌「VIBES」のイメージガール“VIBES FOX”のメンバーとしても活動している。また、アップルスターが旗揚げしたプロレス団体「アップルスター・プロレス」の初代イメージガールに就任した。その後、大仁田厚軍団と対抗する渡瀬茜軍団を組織し、（プロレス上での）抗争をしている。また2018年よりUUUMゴルフのMCを務めている。
2025年5月現在、SNSがいずれも更新がされておらず、消息不明となっている。

## 人物
- 血液型AB型。
- 趣味はツーリング。酒飲み。カラオケ。
- 愛犬はパルム（フレンチ・ブルドッグ）。
- 生まれて間もなく父親を亡くし[6]、母親（伊勢市出身[7]）と姉と兄[8]と共に育った。
- 料理が上手なうえ非常に大食いである。
- 高校はソフトボールでスポーツ推薦で入学。4番でキャッチャーであり、特技は盗塁阻止。
- 2014年に大型自動二輪免許を取得し（秋田まで合宿に行き取得した）、念願のハーレーダビットソンを購入している。ブログバナー写真は本人とともにそのバイクが写っている。
- 小川眞輝とは、東京オートサロンや大阪オートメッセなどで一緒に仕事するほどの仲でプライベートでも交流が深い[9]。

## レースクイーン歴
- 2011年 - 2012年：スーパー耐久「ingsスーパーレースクイーン」
- 2013年 - 2014年：SUPER GT「OGT! Angels」
- 2014年：D1グランプリ「MONSTER GIRL」[10]
- 2015年：D1グランプリ「PACIFICレーシング」
- 2016年：SUPER GT「pacific mermaids」

## 作品

### DVD
1. 茜色（2014年12月13日、INTEC）
2. 美脚コレクション（2015年5月29日、グラッソ）
3. スーパー美脚（2016年3月25日、グラッソ）
4. 茜の扉（2016年10月28日、INTEC）

## 出演

### テレビ
- 走改☆車楽!（テレビ大阪）
- 5LDK（フジテレビ）
- さんま・くりぃむの第七回芸能界㊙個人情報グランプリ（フジテレビ）
- トリハダ（秘）スクープ映像100科ジテン・お正月スペシャル（テレビ朝日、2011年1月1日） - アシスタント[11]
- 志村&鶴瓶のあぶない交遊録（テレビ朝日、2014年1月2日） - コスプレモデル（騎手役）[7][12]
- 新・ナニワ金融道（フジテレビ、2015年1月24日）偽ヘルパー役としてカメオ出演[13]

### 舞台
- 劇団空間エンジンプロデュース公演「PRIDE」（2013年9月26日 - 30日、エアースタジオ）

### CM
- 花王 エッセンシャル
- キスミー ヘビーローテーション眉カラーリング
- Hawaii Five-O
- OEPオカダエンタープライズ

### イベント
- 2011年
  - ジャンプフェスタ avexブース
  - 東京モーターショー HONDAブース
- 2013年 - 2014年：東京オートサロン NAPAC JAWAブース
- 2013年 - 2014年：大阪オートメッセ NAPAC JAWAブース
- 2014年 東京ゲームショウ モンスターエナジーブース
- 2015年 東京オートサロン マグワイヤーズブース

### その他
- 三栄[注 1]「GOLF TODAY」GTバーディーズ（2011年10月 - 現在）[1]2017年選抜ユニットFAB-Bのメンバーに選ばれる
- 日刊SPA！
  - 現役レースクイーンにガチでキャッチャーをやらせてみた
  - 現役美人レースクィーンが語る「厳しい現状」。ノーギャラ、交通費自腹のケースも
- 夕刊フジ